# 운테이
운테이(일본어: うんてい(芸亭); 한국 한자: 芸亭 운정)은 일본에서 처음 공개도서관으로 보이고 있는 시설. 나라 시대 말기에 벼슬과 이름이 높던 문인있었던 이소노카미노 야카쓰구(石上宅嗣)에게 헤이조쿄(平城京)(현재의 나라현나라시)에 설치됐다. 운테이인(일본어: うんていいん(芸亭院); 한국 한자: 芸亭院 운정원)라고도 하다. 불전(佛典)과 유서(儒書)가 소장돼서 호학지도(好學之徒)가 자유로이 열람할 수 있었다. 9세기 초두 덴초(天長)년간까지 존속돼 있었던 것으로 보이다.

## 개요
고대의 유력 호족(豪族)이던 모노노베씨(物部氏)의 후예(後裔)인 이소노카미씨(石上氏) 집안에 태어난 야카쓰구(宅嗣)는 후지와라노 나카마로(藤原仲麻呂) 토벌등에서 활약해서 대납언(大納言)에까지 오르면서 당시를 대표하는 지식인이며 또 열심인 물교 신자였다.
만년에 그는 자기 헌 저택을 아축사(阿閦寺: 일본어: あしゅくじ; 아슈쿠지)로 개축했을 때 대지 구석에 고금의 한적(漢籍)을 준심로 한 서적을 수장해 희망자에게 열람을 허가한 것이 시작이라고 하다. 그가 운테이(芸亭)를 창설한 것은 유불일체(儒佛一體) 사상에 의거하여서 불교의 묘제(妙諦)를 체득하게 함이 목적이었다고 하는 일설이 있다.
열람자들 중에서도 한 귀족 청년 가야노 도요토시(賀陽豊年)가 공부에 대한 열심에는 야카쓰구도 감복돼 야카쓰구가 스스로 그 모든 지식을 도요토시에게 전수했다고 하는 이야기가 전해 있다. 이 때문 운테이(芸亭)는 일종의 교육기관으로의 옆면도 갓았었던 것으로 보는 견해도 존재하다. 야카쓰구는 도요토시를 운테이에 초대해서 몇 년에 걸쳐 연구를 시켜 있다.
헤이안 시대 초기에 편찬된 역사서 《속일본기(續日本紀)》에 있는 덴오(天應)원년(781년)6월의 야카쓰구 사망기사에 있어서 그 업적과 함께 운태이가 창설된 경위를 적은 야카쓰구의 글이 전재돼 있다.
內外兩門本爲一體. 漸極似異 善誘不殊. 僕捨家爲寺 歸心久矣. 爲助內典 加置外書. 地是伽藍 事須禁戒. 庶以同志入者 無滯空有 兼忘物我 異代來者 超出塵勞 歸於覺地矣.

〔현대어역〕

내(內: 불교)와 외(外: 유교) 그들의 뿌리는 같다. 점짐작과 급진적이라고 하는 다름은 있었어도 잘 이끌어 갈 수 있으면 (그들의 길은) 디를 바는 없다. 나가 이 집을 기진해서 절으로 해서 불교에 신앙을 깊이면서부터 오래 지다. 내전(內典: 불교의 경전)을 보다 이해하기 쉽기 위해서 외서(外書: 유교등 그 밖의 분야의 서적)도 아울러 여기에 놓을 것으로 하다. 여기는 (부교 수업을 위한) 절이니 그 수업을 바해함만 아무 갓도 필연코 금계하는 것아다. 아무쪼록 나과 같은 뜻 (불교 신앙) 을 품어 여기에 온 분들에게는 (여러 견해에 있는) 공(空)인가 유(有)인가 (고 하는 사소한 일)를 논구해 (그 초지(初志)을) 지체하게 하는 것 없어 자기 욕망을 잊어 (학문이나 수업에 힘써) 후진들에게 세속 노고 따위 초월해 해오 경지에 이르기 바라는 것이다.
이것에 따라서 야카쓰구의 불교에 대한 깊은 신앙 의식이나 운테이의 이념을 볼 수가 있으면서 이어 운테이가 현존해 있는 것을 전하는 기사가 실려 있어 《속일본기》가 완성됐던 엔랴쿠(延曆)16년(797년) 당시에는 아직 운테이가 존속되고 있었던 것이 알다.
그러나 야카쓰구의 죽음부터 3년후에 먼자 나가오카쿄(長岡京)로 그 다음에 헤이안쿄(平安京)로 천도(遷都)가 행해져 구도(舊都)가 된 헤이조쿄(平城京)는 쓸쓸해져 갔다. 또 이소노카미씨도 야카쓰구의 죽음과 함께 후지와라씨(藤原氏)등 밖의 유력 귀족에게 눌려 몰락하고 갔다. 아마도 그런 시대의 흐름과 함께 운테이도 또 황폐·소멸의 운명을 걸은 것으로 생각돼 있다. 그런데 덴초(天長)5년(828년)에 구카이(空海)가 슈게이슈치인(綜藝種智院)을 설치했을 때에 쓰인 〈슈게이슈치인시키(綜藝種智院式)〉라는 글 안에 자기의 이 학교 선구로 기비노 마키비(吉備眞備)의 "니쿄인(二敎院)"과 함께 이소노카미노 야카쓰구(石上宅嗣)의 "운테이인(芸亭院)"을 든 뒤에 운테이의 현상을 "시작이 있어 끝 없어, 사람들이 가 치워 그 터가 거칠어져 치워 있다(有始無終 人去跡穢)"라고 적어 있어 이 때에는 이미 소멸해 치워 있었던 것이 헤아려지다.

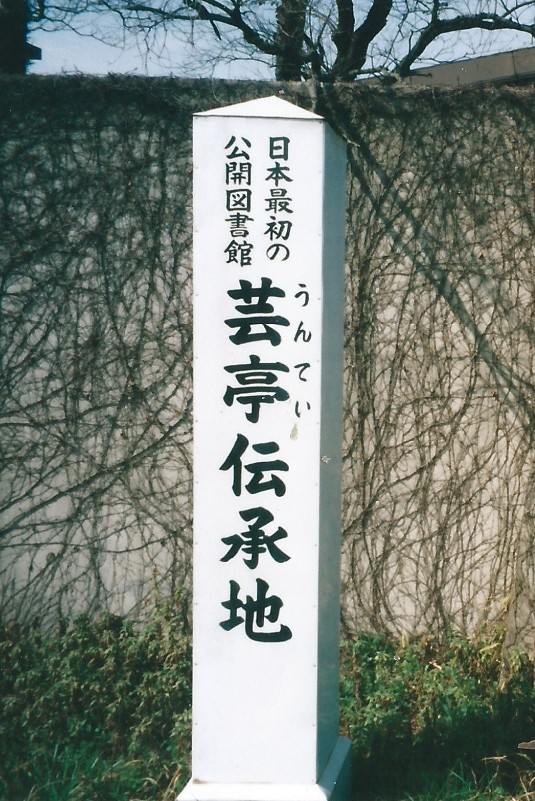
이치조 고교(一条高校) 대지 안 동쪽 국도 제24호선(国道24号線)에 석비가 서 있다. (나라시 홋케지초; 奈良市法華寺町)

현재의 나라시립 이치조 고등학교(奈良市立一条高等学校) 대지 안가 운테이가 있었던 터로 추정돼 있어 이 학교 안에는 석비가 서 있다.

## 운테이를 주제로 한 작품
- 佃一可(쓰쿠다 잇카) (2017). 《孝謙女帝の遺言 芸亭図書館秘文書》. 주손보(樹村房/수촌방). ISBN 9784883672899.[5]

### 내용주
1. ↑  후년에 도요토시는 뛰어난 시인·학자로 이름을 남겼다.[4]